# Den sista resan
Den sista resan é um documentário sueco de 2024 dirigido por Filip Hammar e Fredrik Wikingsson. O filme acompanha a dupla de diretores e professor de francês aposentado Lars Hammar, pai de Filip, em uma viagem à França na esperança de reacender sua quase inexistente centelha de vida. Foi selecionado como a entrada sueca para o Melhor Longa-Metragem Internacional no 97º Oscar.

## Sinopse
Após 40 anos como um amado professor de francês em Köping, Lars Hammar se aposenta, mas se torna passivo e apático para o desgosto de sua família. Procurando reacender a centelha em sua vida, seu filho Filip e seu melhor amigo Fredrik colocam Lars em um carro para fazer uma viagem de carro para a França.

## Elenco
- Filip Hammar
- Fredrik Wikingsson
- Lars Hammar

## Lançamento
Estreou em 1º de março de 2024, nos cinemas suecos, e foi exibido em 17 de agosto de 2024, no 52º Festival Internacional de Cinema da Noruega. O filme foi lançado em 13 de setembro de 2024, nos cinemas finlandeses, em 3 de outubro de 2024, nos cinemas dinamarqueses, e em 4 de outubro de 2024, nos cinemas noruegueses.